# Punkt piaskowy
Zasugerowano, aby zintegrować ten artykuł z artykułem Metoda punktu piaskowego. Nie opisano powodu propozycji integracji.
Punkt piaskowy – parametr, który charakteryzuje uziarnienie kruszyw do betonów. Jest to względny, masowy udział piasku frakcji 0,063-2 mm w całym kruszywie w procentach. Przy wyborze punktu piaskowego powinno się kierować zasadą, że im wyższa klasa betonu, który się projektuje, tym wybrany punkt piaskowy powinien być niższy.